# Gårdstjärnen (Sundsjö socken, Jämtland, 699744-148069)
Gårdstjärnen är en sjö i Bräcke kommun i Jämtland och ingår i Indalsälvens huvudavrinningsområde. Sjön har en area på 0,229 kvadratkilometer och ligger 338,7 meter över havet.

## Delavrinningsområde
Gårdstjärnen ingår i det delavrinningsområde (699788-148027) som SMHI kallar för Utloppet av Gårdstjärnen. Medelhöjden är 385 meter över havet och ytan är 4,18 kvadratkilometer. Räknas de 4 avrinningsområdena uppströms in blir den ackumulerade arean 28,22 kvadratkilometer. Vattendraget som avvattnar avrinningsområdet har biflödesordning 3, vilket innebär att vattnet flödar genom totalt 3 vattendrag innan det når havet efter 214 kilometer. Avrinningsområdet består mestadels av skog (77 procent) och sankmarker (16 procent). Avrinningsområdet har 0,23 kvadratkilometer vattenytor vilket ger det en sjöprocent på 5,5 procent.